# Papilio teita
Papilio teita is een vlinder uit de familie van de pages (Papilionidae). De wetenschappelijke naam van de soort is voor het eerst geldig gepubliceerd in 1960 door Van Someren. Dit taxon wordt wel beschouwd als een ondersoort van Papilio desmondi.